# Jaillon
Jaillon è un comune francese di 466 abitanti situato nel dipartimento della Meurthe e Mosella nella regione del Grand Est.

## Storia

### Simboli
I bisanti ricordano le monete romane rinvenute a Jaillon, e le burelle la strada attuale che raddoppia la strada romana che attraversa il territorio comunale e che collegava Durocortorum (Reims) a Divodurum Mediomatricorum (Metz).

## Società

### Evoluzione demografica
Abitanti censiti